# Deixis
Deixis är en språkvetenskaplig term. Beteckningen deiktisk används för ord eller uttryck vars betydelse är beroende av kontexten, som t.ex. "jag", "den där" osv. Det finns olika typer av deixis:
- Tidsdeixis: har att göra med tidpunkter och hur det förhåller sig till yttrandestunden, fraser av typen i dag och i fjol och av pronominella adverb som sedan.
- Rumsdeixis: bestäms till exempel riktning och befintlighet, till exempel här, upp , där borta och höger.
- Pronomen: till exempel jag, vi, och hon.

Beteckningen används även på böjningsändelser som -en i ordet hästen, eftersom den häst frasen syftar till på ett naturligt sätt varierar med sammanhanget.
Deixis måste inte uttryckas morfologiskt, dvs genom böjning av ett huvudord. Där är t.ex. en partikel.